# Callobius klamath
Callobius klamath är en spindelart som beskrevs av Robin Ernest Leech 1972. Callobius klamath ingår i släktet Callobius och familjen mörkerspindlar. Inga underarter finns listade.